# Telefon Point
Der Telefon Point (polnisch Patelnia ‚Bratpfanne‘) ist eine Landspitze an der Südküste von King George Island im Archipel der Südlichen Shetlandinseln. Sie liegth rund 3 km südwestlich des Demay Point.
Das UK Antarctic Place-Names Committee benannte sie 1977 in Verbindung mit den Telefon Rocks nach der SS Telefon, einem im Jahr 1900 erbauten Lastendampfer unter norwegischer Flagge, der 1908 auf ein Riff vor King George Island gelaufen war. Die polnische Benennung ist dagegen deskriptiv.